# Nadezjda av Bulgarien
Nadezjda av Bulgarien, född 1899, död 1958, var en bulgarisk prinsessa. Hon var dotter till kung Ferdinand av Bulgarien och Marie Louise av Bourbon-Parma.
Hennes mor avled vid hennes födelse. 1908 gifte hennes far om sig med Eleonore av Reuss-Köstritz. Eleonora var engagerad i att utbilda och ta hand om sina styvbarn. I enlighet med hennes styvmors puritanska principer fick prinsessorna av Eudoxia och Nadezhda en rigorös men grundlig och hög utbildningsstandard. Som en aktiv i Röda Korset uppmuntrade Eleonora även prinsessorna att utöva välgörenhet, och systrarna intresserade sig för flera bulgariska hjälporganisationer.
När hennes far Ferdinand I abdikerade 1918 och reste till Tyskland placerades hon och hennes syster på ett internat i Coburg. Tack vare Alexander Stamboliiskij, som bedömde att deras bror, Boris III, var för ensam, kunde de 1922 återvända till Bulgarien. Hon gifte sig 1924 med prins Albrecht Eugen av Württemberg, och bosatte sig då i Tyskland. Paret fick fem barn. 
Nadezjda och hennes make befann sig i en känslig ställning i Tyskland på grund av Bulgariens vacklande politik gentemot Nazityskland. Hon närvarade 1943 i sin brors begravning i Bulgarien. När Bulgarien blev en kommunistdiktatur 1944-45 och hennes födelsefamilj flydde till Egypten, gav hon och hennes make dem ekonomiskt stöd. 